# Mihalovci
Mihalovci so naselje v Občini Ormož. 
V Mihalovcih se je rodil gledališki igralec Janko Rakuša (1901-1945). Tu je umrl Anton Šerf, nabožni pisec in pesnik, pokojni župnik v Svetinjah.